# Neurulación

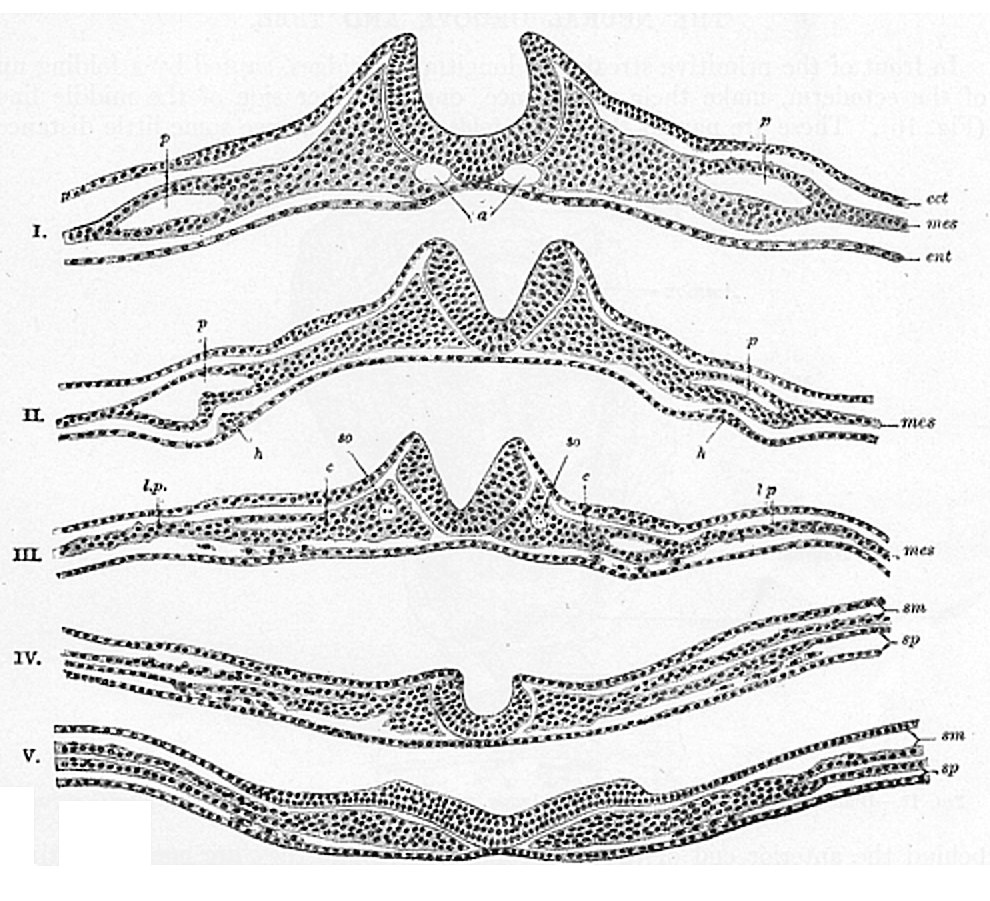
Una serie de secciones transversales de un embrión de perro.

La neurulación es un proceso embriológico de los animales vertebrados el cual se caracteriza por la formación del tubo neural, que terminará formando el sistema nervioso central (médula espinal y el encéfalo), y la formación de la cresta neural, que es un grupo de células que migrarán por el resto del cuerpo y formarán tejidos especializados por donde vayan. Debido a esta importancia, la neurulación se considera un paso fundamental en la historia evolutiva. Los dos mecanismos principales para pasar de la placa neural a la formación del tubo neural son: la neurulación primaria, en la que las células que se encuentran rodeando la placa neural comienzan a dirigir a las células de la placa neural a proliferar, invaginarse y separarse y la neurulación secundaria, donde se da la formación de un tubo hueco a partir de la unión de las células mesenquimáticas.
El tubo neural se formará por la unión de dos tubos que se desarrollan independientemente por medio de diferentes procesos morfogenéticos y moleculares. Generalmente, su porción anterior se desarrollará por neurulación primaria y la posterior por neurulación secundaria.

## Neurulación primaria y Placa neural
Mediante la neurulación primaria se divide el ectodermo en tres grupos celulares correspondientes a la epidermis en su parte más externa, el tubo neural internamente y a las células de la cresta neural, que se forman en la región ubicada entre las dos anteriores.
El primer paso hacia la neurulación es el engrosamiento de dos tercios dorsales del ectodermo, pasando de ser una región de epitelio cuboide a uno cilíndrico más alto, lo que es denominado placa neural, proceso controlado e inducido desde más abajo por un tubo de mesodermo propio de los vertebrados, la notocorda, que segrega cordina , noggina y folistatina (en anfibios), las cuales inhiben las demás proteínas del ectodermo BMP's (formadoras de piel y hueso), de modo que el ectodermo de esa región deja de ser futura piel o cartílago para convertirse en tejido neural. El tamaño de la región y sus plegamientos futuros también son controlados por ella, mediante la proteína Sonic hedgehog. Posterior a la formación de la placa neural se da el engrosamiento y la migración hacia arriba de los bordes de la placa neural; esta migración forma los pliegues neurales con el aparecimiento del surco neural en forma de U en el centro de la placa. Los pliegues neurales posteriormente migrarán hacia el centro del embrión y fusionándose para formar el tubo neural bajo el ectodemo que lo recubre; las células de la porción dorsal del tubo neural formaran la cresta neural. El cierre del tubo neural está regulado por Cadherinas; las células que llegaran a ser tubo neural, inicialmente, expresan Cadherina-E, al momento de culminarse la formación del tubo neural se detiene la expresión de Cadherina-E y se comienza a expresar Cadherina-N y N-CAM las cuales hacen que no se adhieran los tejidos del ectodermo superficial y el tubo neural.
La neurulación primaria se desarrolla en cuatro estadios que a pesar de ser diferentes se superponen espacial y temporalmente:
1. Formación de la placa neural
2. Modelado de la placa neural
3. Flexión de la placa neural para formar el surco neural
4. Cierre del surco neural para formar el tubo neural

### -Formación y modelado de la placa neural
La neurulación comienza cuando el mesodermo dorsal subyacente junto con el endodermo faríngeo envía señales a las células ectodérmicas para transformar las células de la placa neural en columnares. Un 50% del ectodermo es incluido en la placa neural, la cual se extiende a lo largo del eje anteroposterior y adquiere inicialmente una forma similar a la de la punta de una pala siendo ancha en el eje mediolateral y corta en el eje rostrocaudal. Durante su modelado, la placa neural engrosada se adelgaza lateralmente y se alarga verticalmente.

### Flexión de la placa neural
La flexión de la placa ocurre en dos pasos que corresponden a la formación del surco y su plegamiento. El primer paso ocurre en tres regiones específicas denominadas puntos de bisagra, de los cuales uno se localiza en la línea media por encima de la notocorda y los otros dos se localizan dorsolateralmente en los pliegues neurales. En las regiones bisagra las células son inducidas a adquirir forma de cuña. Por otro lado,  el plegamiento involucra la rotación de la placa neural alrededor de los puntos bisagra de tal forma que el movimiento alrededor del punto bisagra medio se denomina elevación y alrededor de los puntos dorsolaterales se denomina convergencia. Como resultado de la elevación se genera el surco neural, con forma de U,  en la línea media dorsal. A pesar de que la formación del surco en el punto bisagra medio se lleva a cabo por cambios en las células que conforman esta estructura, este proceso requiere una señal inductiva de la notocorda subyacente mediada por la proteína Sonic Hedgehog. Finalmente la placa neural se curva alrededor de las regiones bisagra, de tal manera que los bordes de la placa se desplazan hacia arriba formando los pliegues neurales. En este proceso también intervienen fuerzas extrínsecas, ya que la epidermis (ectodermo superficial) circundante ayuda a empujar los extremos de la placa hacia la línea media proporcionando fuerza motriz para su flexión.

### Cierre del tubo neural
Este ocurre a medida que los pliegues neurales migran hacia la línea media dorsal hasta que finalmente se adhieren entre sí y las células a partir de ambos pliegues se fusionan. El cierre del tubo neural no se produce simultáneamente a lo largo de todo el ectodermo. En las aves se inicia en la región cefálica y luego progresa hacia la región caudal, mientras que en mamíferos el cierre comienza simultáneamente en varios puntos a lo largo del eje anteroposterior. La fusión establece el techo del tubo neural y lo separa del ectodermo epidérmico subyacente. El tubo forma un cilindro cerrado que se separa del ectodermo superficial mediado por la expresión diferencial de moléculas de adhesión entre las que se encuentran la cadherina-E, cadherina-N y N-CAM. Las células localizadas en la porción más dorsal del tubo se convertirán en las células de la cresta neural.

## Neurulación secundaria
A partir de la región sacra de los vertebrados se comienza a formar la parte posterior del tubo neural en ausencia de una capa germinal ectodérmica o de una placa neural mediante la neurulación secundaria. La región más caudal del tubo neural, una vez desarrollada, tendrá continuidad con el resto del tubo formado por neurulación primaria.
Durante la neurulación secundaria se forma un cordón medular a partir de la condensación de células mesenquimaticas; este cordón se ahueca y forma el tubo neural. El tubo medular se forma de una masa indifirenciada de células, denominada eminencia caudal a través de mecanismos morfogenéticos sin incluir la formación de la placa neural y el surco neural. Estas células se organizan para dar a la formación de la luz del tubo neural secundario.
Las células del tubo medular se dividen en dos poblaciones, una central y otra periférica. La central está compuesta por células mesenquimáticas y en la región periférica las células mesenquimáticas se transforman en células epiteliales para dar origen al neuroepitelio del tubo neural secundario. Mientras lo anterior ocurre, se van formando simultáneamente cavidades en los límites entre las dos poblaciones celulares las cuales crecen y coalescen para formar el lumen del tubo neural.

## Tubo neural
El tubo neural de cefálico a caudal posee 5 puntos de cierre, los cuales son importantes en clínica para identificar las causas de ciertas anomalías congénitas. Después de terminar de cerrarse empieza a desprenderse del ectodermo superficial, del que proviene.
Este tubo formará posteriormente el cerebro y la médula espinal. Por su parte, las células de los pliegues neurales que se desprendieron de este plegamiento, se llaman células de la cresta neural y formarán parte del tabique aorticopulmonar, melanocitos, neuronas, ganglios, ectomesénquima, entre otros tejidos.